# Cattedrale di San Michele (Cheren)
La cattedrale di San Michele è la chiesa cattedrale dell'eparchia di Cheren, e si trova nella città di Cheren, in Eritrea.

## Chiesa originale del 1875 rifatta nel 1925
La prima chiesa cattolica a Cheren, costruita nel 1865, è stata demolita nel 1871 dalle autorità del Chedivato d'Egitto, che negli anni 1870 occupava gran parte dell'Eritrea. Ma il vicariato apostolico dell'Abissinia, che nel periodo 1870–1894 aveva la sua sede a Cheren, ha iniziato il 24 maggio 1873 la costruzione di una nuova chiesa, dedicata a san Michele arcangelo, ad ovest della città. Essa è stata portata a termine e benedetta il 14 febbraio 1875.
La chiesa è stata rifatta nel 1925 ed è a forma di croce con cupola centrale.
Con l'erezione dell'Eparchia di Cheren il 21 dicembre 1995, la chiesa di san Michele è diventata cattedrale della nuova circoscrizione ecclesiastica.

## Cattedrale nuova
Nel 1965 è stata eseguita la cerimonia della posa della prima pietra di una nuova cattedrale di san Michele, molto più grande e situata nella parte meridionale della città, per sostituire quella del 1875/1925. Gli anni da 1961–1991 sono stati quelli della guerra d'indipendenza dell'Eritrea e i lavori veri e propri, cominciati nel XXI secolo, non erano ancora terminati nel febbraio 2017.
Le coordinate geografiche della nuova cattedrale sono 15.774931 N, 38.448618 E.
Essa è a forma ottagonale, come è tradizionale per molte chiese dell'Eritrea e dell'Etiopia.

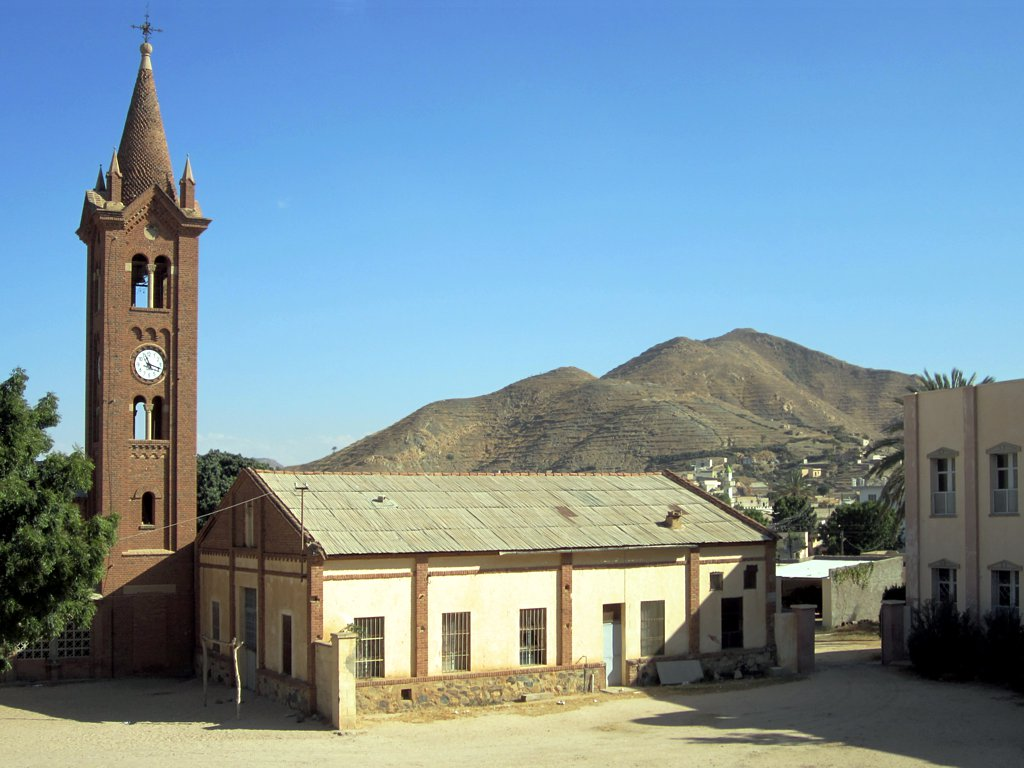
Antica chiesa di Sant'Antonio a Cheren

## Altra chiesa cattolica nella città di Keren
Nel centro di Cheren si trova inoltre la chiesa di Sant'Antonio, anch'essa in due versioni, antica e nuova, l'una accanto all'altra. Quella antica è stata consacrata il 12 giugno 1932.
Le coordinate della nuova chiesa di sant'Antonio sono 15.779711 N, 38.454835 E.